# Ван Дайк, Джерри
Джерри Ван Дайк (англ. Jerry Van Dyke, 27 июля 1931 — 5 января 2018) — американский актёр и комик. Младший брат актёра Дика Ван Дайка. Родился в Уэст-Плейнс (штат Миссури) в семье Лорена Уэйна Ван Дайка и Хейзл Ворич Маккорди. Его семья имела голландское происхождение. Свою карьеру начал на телевидении в комедийном шоу брата, после чего стал частым гостем в различных телешоу и сериалах, среди которых «Остров фантазий», «Лодка любви», «Чарльз в ответе», «Грейс в огне», «Диагноз: убийство». Четырежды (с 1990 по 1993 год) номинировался на премию «Эмми» за одну и ту же роль в телесериале «Тренер».
Актёр дважды был женат и имел от своей первой супруги Кэрол троих детей. Их средняя дочь, порноактриса Келли Джин Ван Дайк, злоупотреблявшая психотропными препаратами, в 1991 году совершила самоубийство. Со своей второй супругой Ширли актёр проживал на ранчо возле города Хот-Спрингс в штате Арканзас, где и умер в январе 2018 года в возрасте 86 лет.